# 足利直冬

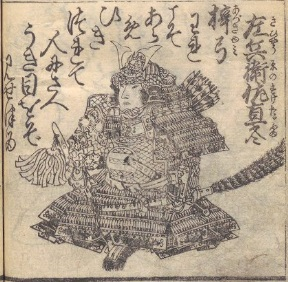
足利直冬

足利直冬（1327年—1387年8月16日（元中4年/至德4年7月2日），一說1400年4月5日（應永7年3月11日））是日本南北朝时的武将，初代室町幕府将军足利尊氏的私生子，幼名新熊野殿，不被尊氏所承认，被叔父足利直义收为养子，改名“足利直冬”。在观应之乱中与尊氏彻底对立并刀兵相向，加剧了南北朝时代的混乱。尊氏死后势力衰退，晚年详情不明。

## 人物生平

### 少年时期
父亲是足利尊氏。母亲和生年有多种说法，其中『足利将軍家系図』的说法最有说服力：母亲是尊氏侧室越前局，生年为嘉历2年（1327年）。
关于直冬之母越前局，『太平記』中记载只有一句「古ヘ将軍ノ忍テ一夜通ヒ給タリシ越前ノ局ト申ス女房ノ腹ニ出来タリシ人トテ」。也就是说，是尊氏年轻的时候和名为越前局的出身不明的女性私通所生之子。幼名为新熊野（いまくまの）。
小时候不被父亲尊氏承认，在相模镰仓东胜寺（现在的神奈川县镰仓市）作喝食行者（小沙弥）。直冬在东胜寺的生活态度没有明确记载，但是从其日后完全没有打算作为僧侣专心修行这一点，应该在寺院期间就是问题儿童。
根据『太平記』，兴国6年/贞和元年（1345年）左右还俗，在东胜寺僧侣円林的陪伴下上洛。当时直冬曾托人介绍，希望能与尊氏以父子身份秘密见面，但被尊氏拒绝。因此当时只得暂住出入于朝廷和武家之间讲授学问的的独清轩玄慧法印处学习，在京都过着清贫的生活。
独清轩玄慧法印认为直冬孺子可教，就把他引荐给尊氏之弟直义。当时直义没有儿子，直冬与直义会面后成为了其养子，并在不明时期领受了直义的“直”字改名直冬。『師守記』中康永3年/兴国5年（1344年）6月17日的条目有「今日左兵衛督直義朝臣子息、実将軍子息也、学問始」，按照这一说法直冬那个时候已经成为直义的养子了。然而开始学习学问通常是在幼年时期，而当时直冬已经18岁了。因此田边久子推测这句话记载的其实是直冬的异母弟基氏的事情。基氏是直义的侄子，而直冬上洛是在基氏入学的第二年。
在这以后的数年中，直冬依然不被允许与尊氏见面，也不被尊氏承认。另『太平記』（卷32）记载，直冬因为「继母的谗言」数年中不得不在各处漂泊，通常认为这是尊氏的正室赤桥登子为了排挤直冬等尊氏庶子的手段。
直冬确定见于史料始于贞和4年/正平3年（1348年）4月16日足利直义发出的文件。推测是在此不久之前成为了直义的养子。

### 初阵
正平3年/贞和4年（1348年）在纪伊等地南朝势力坐大，成为尊氏不能无视的情况。直义此时进言起用直冬讨伐南朝，尊氏不情愿地接受了。尊氏任命直冬为讨伐军大将一事，就等于承认了尊氏和直冬的父子关系。直义奉光严上皇院宣，令直冬叙任从四位下左兵卫佐，作为讨伐军大将初阵。
直冬5月28日发兵，当天暂住东寺，6月18日向纪伊进发。直冬在三个月间转战各地，与南朝方互有攻守，终于于9月28日达成军事目的后撤兵。直冬击败南朝立下了大功，然而尊氏对此心中不快，义诠、赤桥登子和高师直、仁木义长、细川显氏等人也态度冷淡（『太平記』）。然而另一方面养父直义和一部分武将对直冬的才能有很高评价。这件事成为直冬对尊氏和义诠等人开始变得憎恶的原因之一。

### 就任长门探题和观应扰乱
直义把尊氏和重臣的行为看在眼里，认为最好还是让直冬暂时离开京都，因此推举直冬为长门探题。推举直冬一事一说是为了对抗高师直的一种策略，也有看法认为是后来在关东地区设置的镰仓府的西国版。长门探题一职最早是为了防备蒙古设置的职位，管辖备后、备中、安艺、周防、长门、出云、因幡等西国，后来成为镰仓幕府的常设职位，但并不是室町幕府的常设职位。换言之，这个职位是尊氏为了远调直冬而特别设置的。正平4年/贞和5年（1349年）4月7日直冬为了前往备后净土寺请求长老就前往西国一事祈祷，从京都出发了。因为职位是新设的，再加上直冬身为尊氏之子，仁科盛宗等许多评定众和奉行随行。
此时此刻，作为室町幕府二头之一的直义与凭借战功起家的幕府执事高师直开始对立，最终发展为内乱（观应扰乱）。8月高师直发动政变逼迫直义下台。直冬本欲上洛，但被播磨的赤松则村（円心）阻止。直冬因此停留在备后国鞆津，向周边的武士发放恩赏以收买人心，巩固势力。备后虽然也是长门探题的辖区，但探题按规定应该常驻长门，直冬驻留备后是对命令的公然违反，更打算在中国地方召集军队，因此尊氏下令讨伐直冬。9月13日直冬在鞆津遭到接到高师直命令的杉原又三郎等200余骑袭击，被磯部左近将监河尻幸俊等人救出，从海路逃往九州。
同月在肥后国河尻津（熊本县熊本市）登陆九州，借助足利将军家的权威羁縻当地国人势力阿苏氏，再次构建了自己的势力。幕府得知直冬的下落后命令其出家并上洛，见直冬没有从命，于是再次下达讨伐令。当时的九州有拥护征西将军宫・怀良亲王的南朝方势力菊池氏，以及以博多为根据地的足利方的九州探题一色範氏（道猷）和大宰府的少贰赖尚等势力。直冬一方面与接到尊氏讨伐令的一色氏作战，另一方面与怀良亲王的征西府协调，意图攻取大宰府。
最开始少贰赖尚与一色氏并肩作战，与直冬敌对。但随着直冬势力坐大，同时也是为了对抗一色氏，正平5年/观应元年（1350年）9月加入了直冬一方，一说招直冬为婿。直冬方因此实力大增，将一色氏从博多驱逐出去。尊氏发觉直冬的势力有扩大到九州全境之势，不断发出直冬讨伐令，但没有效果。『園太暦』在贞和5年（1349年）12月6日的记载中提到，京都发现直冬的势力在九州扩大，曾试图召高师直等人上洛以出兵讨伐直冬。尊氏发现直冬与少贰氏合流之后，决定亲自出马带兵出征九州。尊氏向中国地方的有力国人发出动员令，直冬发觉以后为了阻止尊氏的九州征伐也向中国地区发出动员令。与此同时直冬也向四国发出动员令，许诺所领安堵和恩赏等。6月21日尊氏派高师泰为先锋，直冬方派出桃井义乡前往石见阻击尊氏军，结果高师泰在石见三角城之战战败（『園太暦』观应元年（1350年）11月10日条）。在这一关键时刻直义也逃出京都来到大和国，召集己方势力，归顺南朝并举起反旗，将留守京都的足利义诠赶出京都。这时尊氏驻扎在兵库到备前三石、福冈一带，因为直义叛乱而停止南下，从福冈回兵京都，但是尊氏、师直、义诠等人被直义连续挫败，不得不逃往丹波・播磨。正平6年/观应2年（1351年）2月尊氏与直义缔结合约，高师直・师泰兄弟被直义方杀害，直义复出；应直义要求，3月尊氏任命直冬为九州探题。直冬因此独步一时（『園太暦』观应2年（1351年）3月3日条）。观应2年（1351年）6月10日直冬放弃贞和年号，改用观应。
然而尊氏和直义之间又生龃龉，同年尊氏与南朝一时议和（正平一统），从南朝的后村上天皇下達直义讨伐令，也对直冬再次下达讨伐令。一色氏也与征西府合流卷土重来。正平7年/文和元年（1352年）直义在镰仓投降尊氏，2月26日暴死。虽然正平一统很快破裂，但九州的直冬已经被孤立了。

### 与尊氏的对立
直冬一直一来都注意在石见巩固自己的势力，在九州失势后直冬党在石见依然保留了一定的威势。因此直冬逃往中国地方，驻扎在长门国丰田城。直冬在不明时期归顺南朝，在同样接近南朝的旧直义派和反尊氏势力：斯波高经、桃井直常、山名时氏、大内弘世等人支援下，于正平9年/文和3年（1354年）5月率领反尊氏联军上洛。
正平10年/文和4年（1355年）与南朝协力将尊氏从京都逐出，一时夺回了京都。此后的一个月中，与山名氏军携手与义诠・赤松・京极军展开激战，结果直冬方主力山名军崩溃。接下来直冬在东寺与僧兵携手以延历寺为据点与尊氏在京都城内战斗，结果又战败，本阵遭到尊氏军的突击，未能保住京都，3月13日败走岩清水八幡宮。关于在此期间直冬的行动，『建武三年以来記』中没有记载东寺的合战，『太平記』中还记载了直冬方武将赤松氏範被土岐氏的“桔梗一揆”（庶流野武士）包围，形式危机时直冬仍在后方指挥，没有亲自出击的逸话。直冬一贯习惯于身处后方指挥，从来没有在阵前出现过。

### 晚年
正平13年/延文3年（1358年）年尊氏去世，南朝势力也由于幕府的持续攻势而衰微，1363年大内弘世、山名时氏投降幕府，直冬党瓦解。这标志着观应扰乱以来，尊氏派・直义派（直冬派）之间室町幕府的内讧终告终结。正平21年/贞治6年（1366年）的文件中记述直冬最终下落不明。
一说足利义诠死后与继任的第3代将军・足利义满和解，被允许在石见隐居。直冬的安全由吉川氏保护。直冬比尊氏和义诠都要长寿，一直活到义满时代中期。因为并没有记述直冬晚年的文件，直冬的晚年生活不明。

### 去世
直冬去世年份，群书类从本『足利系図』和『南山巡狩録』记载是元中4年/至德4年7月2日（1387年8月16日），『史料綜覧』按照这一观点在第七卷记载「北朝宮内大輔従四位下足利直冬卒ス」。
『国史実録』和『鎌倉大日記』等记载，元中5年/嘉庆2年7月3日（1388年8月5日）在石见去世。
『系図纂要』所收的「足利将軍家系図」「歴代鎮西要略」记载应永7年3月11日（1400年4月5日）在石见去世。